# Panorama Bezuidenhout
Panorama Bezuidenhout (1881-1887) was een gebouw voor het tonen van panorama-schilderijen aan de Bezuidenhoutseweg in Den Haag. Het was een ontwerp van architect Herman Wesstra. De opening was in hetzelfde jaar als het concurrerende Panorama Mesdag. Het te bezichtigen panorama van Charles Langlois, uit 1853, kwam uit Parijs en stelde de Slag bij de Piramiden voor, die in 1798 had plaatsgevonden.

## Afbraak
Het panorama stond schuin tegenover Villa Boschlust, die in 1834 door Zocher voor Johannes van den Bosch was gebouwd. Na het overlijden van generaal Van den Bosch in 1844 kocht prins Alexander de villa en een jaar later nam hij daar zijn intrek. Na zijn overlijden in 1848 werd de villa geërfd door zijn ouders, koning Willem II en koningin Anna (Paulowna). Na het overlijden van koning Willem II trok Anna Paulowna zich terug op Boschlust. In maart 1851 kocht Cornelis Suermondt (1815-1883) Boschlust, tot zijn overlijden in 1883 woonde hij hier.
Wegens gebrek aan succes en geld werd het panorama al in 1887 afgebroken. De erven Suermondt lieten Boschlust afbreken en gaven architect Liefland opdracht plannen te maken voor een nieuwe woonwijk. Dwars op de Bezuidenhoutseweg werden toen tussen de plekken waar Boschlust en het panorama hadden gestaan, de 1ste en 2de Van den Boschstraat aangelegd. Langs de zuidkant van Boschlust was de Schenkstraat waar Vincent van Gogh woonde terwijl hij bij kunsthandelaar Goupil & Cie op de Plaats werkte.